# Parasetigena hichinsi
Parasetigena hichinsi är en tvåvingeart som beskrevs av Cortes 1967. Parasetigena hichinsi ingår i släktet Parasetigena och familjen parasitflugor. Inga underarter finns listade i Catalogue of Life.